# 小行星7390
小行星7390（英語：7390 Kundera）是一颗围绕太阳公转的小行星。1983年8月31日，克莱季天文台发现了此天体。
这颗小行星的绝对星等为13.73等。
这颗小行星以捷克裔法国籍作家米兰·昆德拉命名。